# 李茂勳
李茂勳（9世纪—9世纪），晚唐军阀，回鹘阿布思人，在875年-876年曾任范陽節度使（军部在今北京），后內禪節度使一職予其子李可舉。

## 背景
李茂勳生年不详，是阿布思部的回鹘人。張仲武任范陽节度使（841年-849年）期间，多次进攻回鹘，李茂勳和一些贵族投降。他以智勇善骑射，性格沉毅，深受張仲武喜爱器重，多次被派遣戍边，屡有功，被赐国姓汉名。

## 夺位
乾符二年（875年），张公素任范陽节度使时，士兵痛恨他的粗暴和残忍，希望为军士所信服的宿将纳降军使陳貢言能接管他们。六月，有野心的李茂勳秘密袭击陳貢言，劫杀之，夺取了他的军队，进军军部燕京，声称陳貢言举兵反对张公素。张公素迎战，战败，逃往长安。李茂勳入范陽后，人们才发现他并非为陳貢言而来，但也只能接受现实，拥立他为节度使。李茂勳自称留后。唐僖宗任命李茂勳为留后，八月又任为全权节度使。

## 隐退
三年（876年）三月，李茂勳因病请求告老致仕，上表请求以节度副使、幽州左司马李可举知留后。僖宗同意了，诏时为检校工部尚书的李茂勳以左仆射致仕，加李可举右散骑常侍，任为留后，五月又任为全权节度使。这是史书关于李茂勳最后的记载，他的薨年也不详，但当李可举于光启元年（885年）被部下李全忠的兵变所迫而举家自杀时，他肯定已去世多时了。

## 延伸阅读
[在维基数据编辑]
 《新唐書·卷212》，出自《新唐書》